# Asteridae

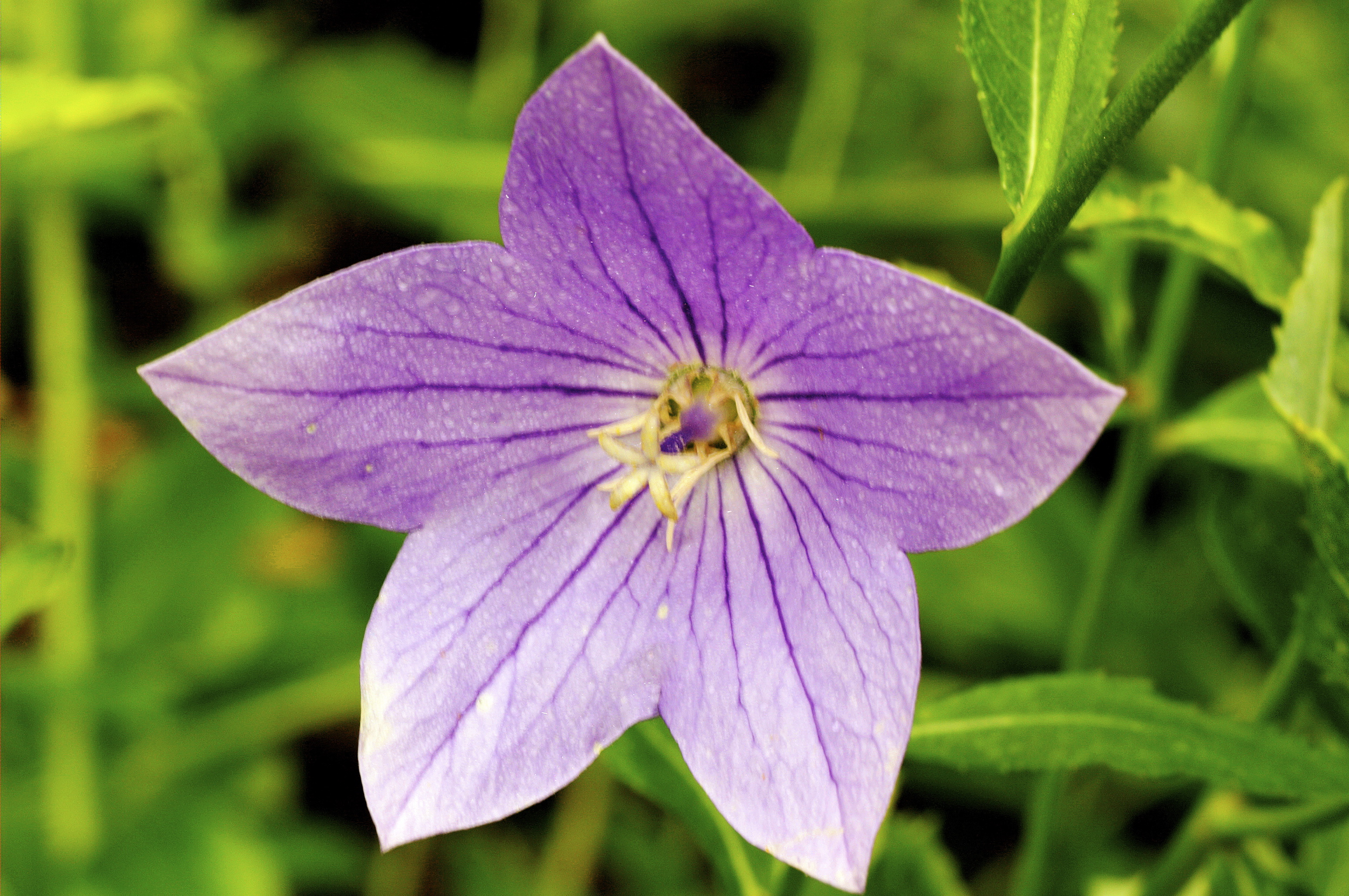
Platycodon grandiflorus i familjen Campanulaceae.

Asteridae var en underklass i den äldre klassificeringen Cronquistsystemet. Den indelades i ordningar:
- Asterales
- Callitrichales
- Calycerales
- Campanulales
- Dipsacales
- Gentianales
- Lamiales (strävbladiga m.fl.)
- Plantaginales
- Polemoniales
- Rubiales
- Scrophulariales
- Solanales

I nyare klassificeringssystem finns en undergrupp bland trikolpaterna som kallas asterider och som inte ska förväxlas med Asteridae.